# Parinari klugii
Parinari klugii är en tvåhjärtbladig växtart som beskrevs av Ghillean `Iain' Tolmie Prance. Parinari klugii ingår i släktet Parinari och familjen Chrysobalanaceae. Inga underarter finns listade i Catalogue of Life.